# کلاه‌قرمزی و بچه‌ننه
کلاه‌قرمزی و بچه‌ننه سومین فیلم سینمایی بر اساس شخصیت کلاه قرمزی است که پس از کلاه‌قرمزی و پسرخاله و کلاه‌قرمزی و سروناز به نویسندگی حمید جبلی، ایرج طهماسب و به کارگردانی ایرج طهماسب ساخته شده‌است. حمید جبلی، ایرج طهماسب، خسرو احمدی، مهدی باطبی، عیسی یوسفی پور، بهادر مالکی، بنفشه صمدی و پوپک مظفری در این فیلم به ایفای نقش می‌پردازند.
فیلمبرداری این فیلم دی ۱۳۹۰ آغاز شد و در اسفند همان سال پایان یافت. فیلم از روز ۲۷ مرداد ۱۳۹۱ در اکران عید فطر به روی پرده سینماها رفت و در پنج روز اول اکران ۷۵۰ میلیون تومان فروش کرد.
همزمان با اکران این فیلم، پروین شمشکی تهیه‌کننده‌ای که برای نخستین بار کاراکتر کلاه قرمز و پسرخاله را معرفی کرد از نادیده گرفته شدن حقوق معنوی‌اش انتقاد کرد.

نمایی از سینمای نمایش دهندهٔ کلاه قرمزی در نجف آباد

## خلاصه داستان
پسرعمه‌زا که از عید در خانه آقای مجری ساکن شده‌است، با گذاشتن هیزم در اجاق‌گاز، خانه را منفجر می‌کند و با شکایت همسایگان به زندان می‌افتد و …

## بازیگران
| بازیگر            | نقش          |
| ----------------- | ------------ |
| ایرج طهماسب       | آقای مجری    |
| حمید جبلی         | قاضی         |
| خسرو احمدی        | رئیس کلانتری |
| مهدی باطبی        | دادستان      |
| بهادر مالکی       | زندانی       |
| محمد بحرانی       | بازجو        |
| پوپک مظفری        | معلم         |
| بنفشه صمدی        | وکیل         |
| سورن مناتساکانیان | موسیو        |
| سید محمود کاشانی  | گزارشگر      |
| قاسم قباخلو       | فرمانده      |
| محمد لقمانیان     | صاحب خشک‌شویی |

## شخصیت‌های عروسکی
- کلاه‌قرمزی
- پسر عمه‌زا
- بچه ننه
- پسرخاله
- گل قرمزی

## برداشت‌های مفهومی
برخی منتقدان برداشت‌هایی فراتر از متن دربارهٔ این فیلم ذکر کرده‌اند. آرمان اسلامبولچی، روزنامه‌نگار و محقق علوم رسانه دانشگاه خرونینگن در نوشتاری به نام «کلاه‌قرمزی و بچه‌ننه: فیلمی برای نخندیدن» دربارهٔ این فیلم نوشته‌است: «فیلم‌ساز در درجهٔ اول می‌داند که مخاطب اصلی‌اش دیگر بچه‌ها نیستند… بعد می‌رود سراغ مسایلی که گفتیم و اصلاً خنده دار نبودند. فقر، تصاویری بدون توضیح از یک کودک که شبیه‌بچه‌های خیابانی است (و من فکر می‌کنم واقعاً از میان بچه‌های خیابانی انتخاب شده) زن‌هایی که خودشان قبول دارند تنها کارشان شستن و رفتن است و خانوادهٔ محترمی که برای خوردن یک وعده صبحانه، چیزی بیشتر از چند تکه نان خشک ندارند، اما زیاد به روی‌خودشان نمی‌آورند که بی‌چیز شده‌اند. پلیس‌های بی‌دست و پا و آدم‌هایی که بازیگر نیستند، آدم‌های معمولی کوچه خیابانند و خودشان آن‌قدر گیر هستند که حتی حاضر نیستند مستراح مغازه یا خانه‌شان را در اختیار یک کودک قرار دهند که دارد فشار سختی را تحمل می‌کند! اما فیلم‌ساز بعد از نمایش این مسایل که بیشتر نماد مسایل جدی اقتصادی، فرهنگی، اجتماعی و سیاسی هستند، به سرعت با صحنه‌هایی از ساز و آواز و نوعی کمدی که زیاد هم خنده‌دار نیست (که بیشتر مسخره است) نمادین بودن فیلمش را تکذیب می‌کند.»